# 淑女鳥
是一部2017年美國喜劇電影，由葛莉塔·潔薇執導，瑟夏·羅南、蘿莉·麥卡佛、特雷西·萊特、盧卡斯·海吉斯、提摩西·夏勒梅、比妮·费尔德斯坦、Stephen McKinley Henderson和洛伊絲·史密斯主演。這部電影同時是葛莉塔·潔薇首部執導的處女作，劇情描述加利福尼亞州沙加緬度一位高中生與母親的動盪關係。
電影最初在2017年9月1日的特柳賴德電影節首映，其後在同年11月3日正式在美國院線播映，電影獲得佳評如潮，導演、配樂、情感刻畫、瑟夏·羅南與蘿莉·麥卡佛的演技獲得影評界的青睞，該片获得第75届金球奖最佳音乐及喜剧电影和最佳女主角奖，在第90屆奧斯卡金像獎獲得共計五項提名（最佳影片獎、最佳導演獎、最佳女主角獎、最佳女配角獎、最佳原創劇本獎）在內共計五項提名，但最終由吉勒摩·戴托羅執導的《水底情深》贏得奧斯卡最佳影片獎與最佳導演獎。

## 剧情
克里斯汀·“飞鸟小姐”·麦克弗森是一名就读于加利福尼亚州萨克拉门托一所天主教高中的学生。她對自己的無趣家鄉十分不滿，梦想着去“真正有文化底蕴”的東岸城市上常青藤名校。然而现实是她的家庭十分拮据，父親失業並患抑郁症在家，母親得輪兩班才能扛起家計。母親告訴她家裡很難負擔的起她不在加州念大學的費用，並批評飞鸟小姐不懂得感激她所拥有的东西。
飞鸟小姐和她的閨蜜茱莉一同参演学校的戏剧演出，期间遇到名叫丹尼的男生，擦出爱情火花，还到丹尼祖母家中吃感恩节大餐，母亲對她在高中的最後一年決定不跟家人共度感恩節很不高兴。後來，丹尼被飞鸟小姐意外撞见他正在亲吻一个男生，两人关系因此破裂。
在母亲的要求下，飞鸟小姐在咖啡店打工。她在店里碰到年轻有为的音乐人凱爾，凱爾对飞鸟小姐也有好感。学校里非常受欢迎的女生珍娜因穿短裙上學，被老师莎拉修女责罵。飞鸟小姐對修女的车子惡作劇，跟珍娜交上朋友，卻也疏远了她和茱莉的关系，同時不再參加戲劇演出。飞鸟小姐向珍娜谎称丹尼祖母的美麗宅邸就是自己家，假装自己家很有钱。
之後，她安抚不知該如何向家人坦承出柜而困扰的丹尼，兩人重拾友誼。珍娜發現飞鸟小姐谎报住址，雖然接受了飞鸟小姐的道歉，但兩人關係已產生裂痕。凯尔告诉飞鸟小姐他还是处男，飞鸟小姐便與他共同經歷彼此的第一次，岂料凯尔后来否认自己說過的話，讓飞鸟小姐大受打擊，事後母親安慰她並偕同去做星期天最喜歡的活動——遊覽各式各樣的美麗宅邸。
飞鸟小姐得到父親的支持开始申请东岸城市的大学，兩人瞞住母亲暗中進行這件事，儘管結果只進入纽约一间大学的候補名单，她还是非常開心。飞鸟小姐與凯尔、珍娜和珍娜男朋友結伴参加她期待已久的高中毕业舞会，但另外三人臨時改變主意决定去朋友家參加派对，飞鸟小姐才終於覺悟他們與自己的關係是個錯誤。飞鸟小姐让他们放她在茱莉家下车，她和茱莉重修舊好，兩人成為彼此的舞伴一起去参加舞会。
毕业后，母亲发现飞鸟小姐瞒着她申请了州外的大学，一氣之下便拒絕再跟飞鸟小姐說話，讓飞鸟小姐情緒低落。18岁生日当天，父亲和她吃同一个纸杯蛋糕，還打趣的说夫婦兩人無法因為這件事离婚，因为他們都沒有錢可以打官司。为了庆祝达到成人年龄，飞鸟小姐特地买了一包香烟、一张刮刮乐和一本《花花女郎》給自己享受。她通过了驾驶考试，还把卧室重新装修一遍。飞鸟小姐得到通知說到她已被纽约的大学录取，在獎學金和父亲的帮助下也负担得起学费。母亲開車把她送到机场，但拒绝跟她告別送行，正准备回家时突然回心转意，哭着跑进机场，然而飞鸟小姐的班機已飞走了。
到了纽约，飞鸟小姐读完父亲偷塞进行李的母亲未寄书信，決定用回出生的名字克里斯汀。一次参加派对時克里斯汀喝酒過度，不小心眼角青腫送医。酒醒時在医院看到鄰床的母子，克里斯汀意識到自己身處異鄉孓然一身沒有任何依靠。出院她問路人今天星期幾，得到答覆是星期天；克里斯汀又循著鐘聲走進教堂觀看星期天礼拜，熟悉的景象讓她想起家鄉，於是離開教堂後打手機回家留言給父母，尤其要向母亲說出內心話與由衷的感激。

## 演員
- 瑟夏·羅南 飾 克莉絲汀·「淑女鳥」·麥克弗森（Christine "Lady Bird" McPherson）
- 蘿莉·麥卡佛 飾 瑪莉安·麥克弗森（Marion McPherson）
- 特雷西·萊特 飾 賴瑞·麥克弗森（Larry McPherson）
- 盧卡斯·海吉斯 飾 丹尼·歐尼爾（Danny O'Neill）
- 提摩西·夏勒梅 飾 凱爾（Kyle Scheible）
- 比妮·费尔德斯坦 飾 茱莉安·「茱莉」·史黛芬（Julianne "Julie" Steffans）
- 洛伊絲·史密斯 飾 莎拉·瓊修女（Sister Sarah Joan）
- 歐德雅·羅許 飾 珍娜·華爾頓（Jenna Walton）

## 反響

### 票房
《淑女鳥》於2017年9月1日在特柳賴德電影節首映，2017年11月3日由A24在美國發行，環球影業取得國際發行權，並以1000萬美元的預算獲得超過1800萬美元票房。

### 評價
《淑女鳥》收獲影評家廣泛的讚賞，導演葛莉塔·潔薇以及瑟夏·羅南與蘿莉·麥卡佛的演出均獲得好評。在爛番茄的評論中，本片獲得99%超高新鮮度、8.8/10分（400位評論家），影評家普遍共識：「《淑女鳥》呈現青春期叛逆的全新視角－顯示編導葛莉塔·潔薇渾然天成的電影人才華。」 2017年11月27日，本片以164名影評人給予的好評，維持100%新鮮度、零負評的成績，打破《玩具總動員2》以163位影評人維持的紀錄， 而該項成績維持至第196名影評人，為爛番茄史上最高評價的電影。 於Metacritic的評論中，本片獲得94分（滿分100分；50位影評家），屬極佳的讚譽和獲得「必看佳作（Must-See）」標籤。。
2022年5月，《Paste (magazine)》評選前50名不限年份的網飛最佳電影，《淑女鳥》排名第1名。2023年3月，本片在爛蕃茄發表「270部由21世紀女性執導的電影佳作」清單榜上有名，同年4月被爛番茄列入該站整理的「99%新鮮度電影」名冊，在該榜單位居榜首。

## 榮譽
| 第71屆英國電影學院獎 | 最佳女主角                     | 瑟夏·羅南   | 提名 |
| 第71屆英國電影學院獎 | 最佳女配角                     | 蘿莉·麥凱佛 | 提名 |
| 第71屆英國電影學院獎 | 最佳原創劇本                   | 葛莉塔·潔薇 | 提名 |
| 第75屆金球獎         | 最佳音樂及喜劇電影             | 《淑女鳥》  | 獲獎 |
| 第75屆金球獎         | 最佳劇本                       | 葛莉塔·潔薇 | 提名 |
| 第75屆金球獎         | 最佳音樂及喜劇類女主角         | 瑟夏·羅南   | 獲獎 |
| 第75屆金球獎         | 最佳劇情類、音樂及喜劇類女配角 | 蘿莉·麥凱佛 | 提名 |
| 第90屆奧斯卡金像獎   | 最佳影片                       | 《淑女鳥》  | 提名 |
| 第90屆奧斯卡金像獎   | 最佳導演                       | 葛莉塔·潔薇 | 提名 |
| 第90屆奧斯卡金像獎   | 最佳原創劇本                   | 葛莉塔·潔薇 | 提名 |
| 第90屆奧斯卡金像獎   | 最佳女主角                     | 瑟夏·羅南   | 提名 |
| 第90屆奧斯卡金像獎   | 最佳女配角                     | 蘿莉·麥凱佛 | 提名 |

## 外部連結
- 互联网电影数据库（IMDb）上《淑女鳥》的资料（英文）
- AllMovie上《淑女鳥》的资料（英文）
- Box Office Mojo上《Lady Bird》的資料（英文）
- 爛番茄上《淑女鳥》的資料（英文）
- Metacritic上《淑女鳥》的資料（英文）